# Pelicans, London Zoological Gardens
Pelicans, London Zoological Gardens er en fransk stumfilm fra 1896 af Alexandre Promio.